# Hlína
Hlína (en allemand : Hlina) est une commune du district de Brno-Campagne, dans la région de Moravie-du-Sud, en République tchèque. Sa population s'élevait à 300 habitants en 2020.

## Géographie
Hlína se trouve à 4 km à l'est-nord-est d'Ivančice, à 16 km au sud-ouest de Brno et à 180 km au sud-est de Prague.
La commune est limitée par Neslovice et Tetčice au nord, par Prštice et Silůvky à l'est, par Moravské Bránice au sud, et par Ivančice à l'ouest.

## Histoire
La première mention écrite de la localité date de 1537.